# Fallo de Gödel

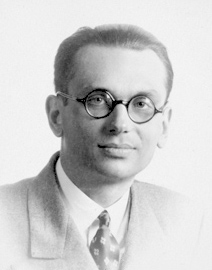
Kurt Gödel, c. 1926.

El fallo de Gödel (llamado en inglés Gödel's Loophole) es una supuesta laguna jurídica o contradicción interna en la Constitución de los Estados Unidos de América, postulada en 1947 por el matemático, lógico y filósofo analítico Kurt Gödel. Esta falla permitiría que la democracia estadounidense sea  transformada en una dictadura por medios legales. Gödel le contó sobre la existencia de este defecto a su amigo Oskar Morgenstern, quien a su vez se lo comentó en esos días a Albert Einstein, pero Morgenstern, en sus recuerdos de este episodio en 1971, nunca mencionó el problema preciso al que Gödel se refería. Por esta razón se ha especulado acerca de la naturaleza de qué es lo que debería ser entendido como "fallo de Gödel". El profesor F. E. Guerra-Pujol lo ha descrito como "uno de los grandes problemas sin resolver del derecho constitucional" estadounidense.

## Antecedentes
Mientras Gödel estudiaba para aprobar el examen que le permitiera obtener su ciudadanía estadounidense en 1947, se encontró con lo que describió como una "contradicción interna" en la Constitución de los Estados Unidos. En esta época Gödel se hallaba en Princeton, Nueva Jersey, donde formaba parte del Instituto de Estudios Avanzados, y mantenía una estrecha amistad con Albert Einstein y el economista Oskar Morgenstern. Gödel le contó a Morgenstern acerca de esta falla que, como él dijo, permitiría que los Estados Unidos se transformen legalmente en un Estado fascista. Morgenstern trató de convencer a Gödel acerca de que este acontecimiento sería muy improbable, pero no disipó la preocupación de su amigo al respecto. El eminente lógico era austríaco de nacimiento y, tras vivir el golpe de Estado de 1933, y luego el exilio tras la anexión de su país por parte de la Alemania nazi (el llamado Anschluss), tenía razones para mantener su inquietud acerca de la posibilidad de vivir en una dictadura fascista. Morgenstern tuvo más discusiones con Gödel acerca de esta idea, y le contó a Einstein acerca de ella.
Algunos meses más tarde, en la fecha en que debía rendir el examen de ciudadanía, Gödel fue conducido a la corte ubicada en Trenton, Nueva Jersey por Oskar Morgenstern y Albert Einstein. Ambos se habían naturalizado como ciudadanos estadounidenses tras aprobar el mismo examen, y servirían como sus testigos en esta instancia. En un punto del recorrido, con Gödel en la parte posterior del vehículo y Einstein en el asiento del copiloto, este se volteó y le preguntó "Ahora, señor Gödel, ¿está usted realmente preparado para este examen?". De acuerdo con Morgenstern, el propósito del físico era desconcertar a Gödel, pues Einstein sabía de sus preocupaciones, y se divirtió con la reacción de este ante su pregunta.
En la corte, durante un examen de ciudadanía, normalmente los testigos deben esperar afuera de la sala. Sin embargo, como se hallaba presente Einstein, quien ya contaba con estatus de celebridad en el país, y dado que el juez encargado, Philip Forman, fue quien realizó el juramento de ciudadanía al mismo Einstein, los tres hombres fueron invitados a entrar. En el curso del examen, Forman le preguntó a Gödel qué tipo de gobierno tenía Austria, a lo que este contestó: "Era una república, pero la Constitución era tal que que finalmente fue transformada en una dictadura". El juez le dijo que eso no podría suceder en los Estados Unidos, a lo que Gödel respondió "Oh, sí, puedo probarlo". Pero el jurado declinó continuar sobre este asunto, dio el trámite por concluido, y le concedió la ciudadanía a Gödel.

## Naturaleza jurídica del fallo
Dado que Gödel jamás publicó sus ideas acerca de la naturaleza de esta contradicción interna, no se sabe precisamente a qué se refería. En una publicación de 2012, "Gödel´s Loophole", el profesor F. E. Guerra-Pujol especula que el problema al que se refería Gödel involucra al artículo V de la Constitución de los Estados Unidos, que describe el proceso por medio del cual la Constitución puede ser reformada. La laguna o loophole es que el procedimiento de reforma contemplado en el artículo V puede ser aplicado al mismo texto del artículo V. De este modo, por medio de una reforma "anti-entretchment", el contenido del artículo V puede ser alterado de una manera que el autor llama "descendente", o sea, que facilite el procedimiento de enmienda (modificación) del mismo artículo o de otras normas constitucionales en el futuro. Así, aunque con las normas vigentes y en las condiciones actuales es muy complicado modificar la Constitución de los Estados Unidos, concretar la enmienda al artículo V que especula el autor tendrá como resultado facilitar el procedimiento de reforma de la norma constitucional, alteración que, a su vez, facilitará que se realice una nueva reforma al contenido del mismo artículo. Por este camino "descendente" y circular será posible modificar el contenido de la Constitución estadounidense y de las Enmiendas que se le han realizado de una forma que altere el sistema de pesos y contrapesos de sus instituciones, la división de poderes del Estado, o las garantías constitucionales sobre ciertos derechos fundamentales, en una situación que deformaría las instituciones republicanas y pondría al actual régimen liberal de democracia representativa en el riesgo previsto por Gödel de transformarse en una dictadura.
Por otro lado, hay autores que han propuesto que Gödel pudo referirse a otros aspectos del régimen constitucional, como el abuso del gerrymandering, el Colegio Electoral, la prórroga del Congreso, o los indultos presidenciales permitidos en la sección II del artículo II de la Constitución.

## Recepción
Las notas de Oskar Morgenstern sobre las ideas de Gödel al respecto de este problema no fueron publicadas hasta 2019, de modo que los reportes publicados con anterioridad no dan cuenta de este relato de primera mano. En la publicación de los recuerdos de Morgenstern se evidencian algunos errores de contexto; por ejemplo, se afirma que Gödel rindió su examen de ciudadanía en 1946, cuando en realidad este tuvo lugar en 1947. Antes de 2019 fueron publicadas varias versiones de la historia, que varían en detalles. Por ejemplo, en la novela Mathematicians in love (2008) del autor de ciencia ficción Rudy Rucker, Gödel le habría presentado primero su preocupación a Einstein.
Otras versiones de la historia se pueden encontrar en Logical Dilemmas: The Life and Work of Kurt Gödel (1997) de John W. Dawson; E=Einstein: His Life, His Thought and His Influence on Our Culture (2006), editado por Donald Goldsmith y Marcia Bartusiak; Incompleteness: The Proof and Paradox of Kurt Gödel (2006) de Rebecca Goldstein; Godel: A Life Of Logic, The Mind, And Mathematics (2009) por John L. Casti y Werner DePauli; Unconstitutional Constitutional Amendments: The Limits of Amendment Powers (2017) de Yaniv Roznai; y When Einstein Walked with Gödel: Excursions to the Edge of Thought (2018) de Jim Holt; entre otras obras.